# Condado de Duchesne
O Condado de Duchesne é um dos 29 condados do estado norte-americano do Utah. A sede do condado é Duchesne, e sua maior cidade é Roosevelt. O condado tem uma área de 8433 km², uma população de 14 371 habitantes, e uma densidade populacional de 2 hab/km² (segundo o censo nacional de 2000). O condado foi fundado em 1915.